# Brittiska språk
Brittiska språk är en grupp av keltiska språk ursprungligen talade av britanner på ön Storbritannien. I dag är språkgruppen uppsplittrad i kymriska i Wales, bretonska i Bretagne (dit ökelter flydde undan den anglosaxiska invasionen) och korniska i Cornwall. 
Korniskan var utspridd i Cornwall fram till år 1777, då den sista talaren dog i byn Mousehole, fast språket har ändå återupplivats och har i dag cirka 3 500 talare. 
Kumbriskan dog ut på 1100-talet och var tidigare spridd över det område som på kymriska kallas för Yr Hen Ogledd, den gamla Norden.. 